# Magnetische anomalie
In de geofysica is een magnetische anomalie een lokale variatie in het magnetisch veld van de aarde als gevolg van variaties in de chemie of het magnetisme van de rotsen. Het in kaart brengen van variatie over een gebied is waardevol bij het detecteren van structuren die worden verduisterd door bovenliggend materiaal. De magnetische variatie in opeenvolgende banden van de oceaanbodem parallel aan de midden-oceanische ruggen was belangrijk bewijs voor de spreiding van de zeebodem, een concept dat centraal staat in de theorie van de platentektoniek.

## Meting
Magnetische anomalieën zijn over het algemeen een klein deel van het magnetische veld. Het totale veld varieert van 25 tot 65 microtesla (μT). Om afwijkingen te meten, hebben magnetometers een gevoeligheid van 0,01 μT of minder nodig. Er zijn drie hoofdtypen magnetometers die worden gebruikt om magnetische anomalieën te meten:
1. De fluxgate-magnetometer is tijdens de Tweede Wereldoorlog ontwikkeld om onderzeeërs te detecteren. Het apparaat meet de component langs een bepaalde as van de sensor, dus het moet worden georiënteerd. Op het land is het vaak verticaal georiënteerd, terwijl het in vliegtuigen, schepen en satellieten meestal zo is georiënteerd dat de as in de richting van het veld is. Het meet het magnetische veld continu, maar drijft na verloop van tijd af. Een manier om drift te corrigeren, is door tijdens het onderzoek op dezelfde plaats herhaaldelijk metingen uit te voeren.
2. De protonprecessiemagnetometer meet de sterkte van het veld, maar niet de richting, dus het hoeft niet te worden georiënteerd. Elke meting duurt een seconde of langer. Het wordt gebruikt in de meeste grondonderzoeken, behalve voor boorgaten en gradiometeronderzoeken met hoge resolutie.
3. Optisch gepompte magnetometers, die alkaligassen gebruiken (meestal rubidium en cesium), hebben hoge bemonsteringsfrequenties en gevoeligheden van 0,001 nT of minder, maar zijn duurder dan de andere typen magnetometers. Ze worden gebruikt op satellieten en in de meeste aeromagnetische onderzoeken.

## Data-acquisitie

### Ground-based
Bij grondmetingen worden metingen verricht op een reeks stations, doorgaans 15 tot 60 m van elkaar verwijderd. Meestal wordt een protonprecessie-magnetometer gebruikt en deze wordt vaak op een paal gemonteerd. Door de magnetometer hoger te zetten, wordt de invloed van kleine ijzerhoudende voorwerpen die door mensen zijn weggegooid, verminderd. Om ongewenste signalen verder te verminderen, dragen de landmeters geen metalen voorwerpen zoals sleutels, messen of kompassen, en worden voorwerpen zoals motorvoertuigen, spoorlijnen en prikkeldraadhekken vermeden. Als een dergelijke verontreiniging over het hoofd wordt gezien, kan deze verschijnen als een scherpe piek in de anomalie, dus dergelijke kenmerken worden met argwaan behandeld. De belangrijkste toepassing voor grondonderzoeken is het gedetailleerd zoeken naar mineralen.

### Aeromagnetisch
Magnetische onderzoeken vanuit de lucht worden vaak gebruikt bij onderzoeken naar het voorkomen van olie om voorlopige informatie te verschaffen voor seismisch onderzoek. In sommige landen, zoals Canada, hebben overheidsinstanties systematische onderzoeken gedaan naar grote gebieden. Het onderzoek omvat doorgaans het maken van een reeks parallelle runs op een constante hoogte en met intervallen van honderd meter tot enkele kilometers. Deze worden doorkruist door incidentele stropdaslijnen, loodrecht op het hoofdonderzoek, om op fouten te controleren. Het vliegtuig is een bron van magnetisme, dus sensoren worden ofwel op een giek gemonteerd (zoals in de afbeelding) of achter op een kabel gesleept. Aeromagnetische metingen hebben een lagere ruimtelijke resolutie dan grondonderzoeken, maar dit kan een voordeel zijn voor een regionaal onderzoek van diepere rotsen.

### Aan boord van schepen
Bij surveys aan boord wordt een magnetometer een paar honderd meter achter een schip gesleept in een apparaat dat een vis wordt genoemd. De sensor wordt op een constante diepte van ongeveer 15 m gehouden. Voor het overige is de procedure vergelijkbaar met die gebruikt bij aeromagnetische onderzoeken.

### Ruimtevaartuig
De Spoetnik 3 was in 1958 het eerste ruimtevaartuig dat een magnetometer bij zich had. In de herfst van 1979 werd Magsat gelanceerd en gezamenlijk geëxploiteerd door NASA en USGS tot de lente van 1980. Het had een cesiumdamp scalaire magnetometer en een fluxgate-vectormagnetometer. CHAMP, een Duitse satelliet, heeft van 2001 tot 2010 nauwkeurige zwaartekracht- en magnetische metingen verricht. Een Deense satelliet, Ørsted, werd gelanceerd in 1999 en is nog steeds in bedrijf, terwijl de zwermmissie van de Europese ruimte Agentschap betreft een "constellatie" van drie satellieten die in november 2013 zijn gelanceerd.

## Datareductie
Er zijn twee belangrijke correcties die nodig zijn voor magnetische metingen. De eerste is het verwijderen van kortetermijnvariaties in het veld uit externe bronnen; bijv. dagelijkse variaties met een periode van 24 uur en magnitudes tot 30 nT, waarschijnlijk door de werking van de zonnewind op de ionosfeer. Bovendien kunnen magnetische stormen een piek van 1000 nT hebben en meerdere dagen aanhouden. Hun bijdrage kan worden gemeten door herhaaldelijk terug te keren naar een basisstation of door een andere magnetometer te hebben die het veld periodiek op een vaste locatie meet.
Ten tweede, aangezien de anomalie de lokale bijdrage aan het magnetische veld is, moet het belangrijkste aardmagnetische veld hiervan worden afgetrokken. De Internationale Geomagnetische Referentie wordt meestal gebruikt voor dit doel. Dit is een grootschalig, tijdgemiddeld wiskundig model van het aardveld op basis van metingen van satellieten, magnetische observatoria en andere onderzoeken.
Sommige correcties die nodig zijn voor afwijkingen door de zwaartekracht zijn minder belangrijk voor magnetische afwijkingen. De verticale gradiënt van het magnetische veld is bijvoorbeeld 0,03 nT.m-1 of minder, dus een hoogtecorrectie is over het algemeen niet nodig.

## Interpretatie

### Theoretische achtergrond
Mineralen die diamagnetisch of paramagnetisch zijn, hebben alleen een geïnduceerde magnetisatie. Ferromagnetische mineralen zoals magnetiet kunnen ook een remanente magnetisatie of remanentie hebben. Deze remanentie kan miljoenen jaren duren, bijvoorbeeld rond de mid-oceanische ruggen, dus het kan in een totaal andere richting zijn dan het huidige aardse veld. Als er een remanentie aanwezig is, is het moeilijk om deze te scheiden van de geïnduceerde magnetisatie, tenzij monsters van het gesteente worden gemeten. De verhouding van de grootheden, Q = M r / M i, wordt de Koenigsberger-verhouding genoemd.

### Magnetische anomalie-modellering
Interpretatie van magnetische anomalieën wordt meestal gedaan door de waargenomen en gemodelleerde waarden van het afwijkende magnetische veld te matchen. Een algoritme ontwikkeld door Talwani en Heirtzler (1964) (en verder uitgewerkt door Kravchinsky, 2019) behandelt zowel geïnduceerde als overgebleven magnetisaties als vectoren en maakt een theoretische schatting mogelijk van de overblijvende magnetisatie op basis van de bestaande schijnbare poolwandelpaden voor verschillende tektonische eenheden of continenten.

## Toepassingen

### Strepen op de oceaanbodem
Magnetische onderzoeken boven de oceanen hebben een karakteristiek patroon van anomalieën rond mid-oceanische ruggen onthuld. Ze brengen een reeks positieve en negatieve afwijkingen in de intensiteit van het magnetische veld met zich mee, die strepen vormen die evenwijdig aan elke richel lopen. Ze zijn vaak symmetrisch rond de as van de nok. De strepen zijn over het algemeen tientallen kilometers breed en de anomalieën zijn een paarhonderd nanotesla's. De bron van deze anomalieën is voornamelijk permanente magnetisatie die wordt gedragen door titanomagnetietmineralen in basalt en gabbros. Ze worden gemagnetiseerd wanneer er oceaankorst wordt gevormd op de rand. Terwijl magma naar de oppervlakte stijgt en afkoelt, verkrijgt het gesteente een thermoremanente magnetisatie in de richting van het veld. Vervolgens wordt de rots weggedragen van de bergkam door de bewegingen van de tektonische platen. Om de paar honderdduizend jaar keert de richting van het aardmagnetisch veld om. Het strepenpatroon is dus een wereldwijd fenomeen en kan worden gebruikt om de snelheid van de zeebodemspreiding te berekenen.

## In fictie
In de Space Odyssey- serie van Arthur C. Clarke wordt een reeks monolieten achtergelaten door buitenaardse wezens die mensen vervolgens kunnen vinden. Een bij de krater Tycho wordt gevonden door zijn onnatuurlijk krachtige magnetische veld en wordt Tycho Magnetic Anomaly 1 (TMA-1) genoemd. Een rond Jupiter wordt TMA-2 genoemd, en een in de Olduvaikloof wordt gevonden in 2513 en wordt met terugwerkende kracht TMA-0 genoemd omdat het voor het eerst werd aangetroffen door primitieve mensen.